# Andreas Gursky
Andreas Gursky, född 15 januari 1955 i Leipzig i dåvarande Östtyskland, är en tysk konstnär.
Andreas Gursky arbetar med fotografi och är känd för sina enorma fotografier, främst avbildande arkitektur och landskap. Gursky är uppväxt i Düsseldorf och är utbildad vid Düsseldorfs Konsthögskola mellan 1981 och 1987.
Fotografiet "99 Cent II Diptychon" från 2001 blev det hittills (2008) dyraste fotografiet någonsin då det 2007 såldes på Sotheby's för 3,3 miljoner dollar.
Under 2009 hade Moderna museet i Stockholm den dittills största och mest omfattande utställningen med konstnären med fler än 150 verk. Gursky finns representerad vid Moderna museet.